# Flatoides tortrix
Flatoides tortrix är en insektsart som beskrevs av Melichar och Gutrin-mtneville 1844. Flatoides tortrix ingår i släktet Flatoides och familjen Flatidae. Inga underarter finns listade i Catalogue of Life.